# Nazionale di bob della Nigeria
La nazionale di bob della Nigeria è la selezione che rappresenta la Nigeria nelle competizioni internazionali di bob. La squadra fu istituita nel 2016 dall'ex ostacolista olimpionica Seun Adigun per partecipare alle gare di bob a due femminile, qualificandosi poi nel 2017 per partecipare alle olimpiadi invernali di Pyeongchang 2018. In tal modo, la Nigeria ha potuto debuttare per la prima volta nelle gare olimpiche, oltre ad essere stata la prima nazione africana a partecipare alle gare di bob ai Giochi olimpici invernali.

## Storia
La prima squadra nazionale di bob della Nigeria è stata fondata nel 2016 da Seun Adigun, con il bob a 2 donne. La squadra fu interamente autofinanziata, senza avere cioè alcun sostegno finanziario delle autorità nigeriane. Durante la raccolta dei fondi per gestire la squadra, Adigun mostrò al governo nigeriano la necessità di istituire ufficialmente una federazione governativa per il bob, fondata poi col nome di Bobsled & Skeleton Federation of Nigeria (BSFN).
La qualificazione della squadra nazionale nigeriana avvenne nel novembre 2017, dopo che vennero completate le cinque gare minime richieste dalla federazione internazionale (le prime due gare nello Utah e le altre in Canada, a Whistler e Calgary).
La squadra olimpica del 2018 era composta dal pilota Seun Adigun e dalle frenatrici Ngozi Onwumere ed Akuoma Omeoga. Nel novembre 2017, la squadra nigeriana ha rispettato gli standard di base per partecipare alle qualifiche. La Nigeria è così diventata uno degli otto paesi africani a partecipare ta alle Olimpiadi invernali del 2018. Onwumere ha portato la bandiera nigeriana alla cerimonia di apertura, a fianco delle altre due compagne di squadra e alla skeletonista Simidele Adeagbo. La squadra di bob nigeriana è arrivata al 19º posto fra le 20 nazionali che hanno gareggiato, tenuto conto che la selezione delle atlete russe è stata squalificata per doping.
Dopo i giochi olimpici, le tre bobbiste hanno abbandonato le competizioni, promettendo però di impegnarsi a promuovere lo sport in Nigeria, facendo crescere la federazione sportiva nigeriana e la pratica degli sport invernali fra i connazionali, oltre che lavorare per allenare altri atleti africani per le Olimpiadi invernali.
Il team è arrivato in Nigeria per celebrare la sua esperienza olimpica nel marzo 2018, organizzata dal team di marketing BSFN, la Temple Management Company (TMC), a partire dall'aeroporto internazionale Murtala Mohammed (MMIA) di Ikeja Lagos.
Nella stagione 2018-2019 viene annunciata la creazione della selezione maschile di bob, composta da Osazee Ulamen e dai fratelli Elias ed Aaron Schernig (tutti e tre residenti ad Innsbruck), mentre quella femminile da Linda Okoro, April Obiageli Young e Simidele Adeagbo.

## Partecipazione ai giochi olimpici invernali
La squadra ha preso parte a un'edizione dei Giochi olimpici invernali.

### Bob a due femminile
| anno | città       | classifica | composizione                               |
| ---- | ----------- | ---------- | ------------------------------------------ |
| 2018 | Pyeongchang | 19°        | Seun Adigun, Akuoma Omeoga, Ngozi Onwumere |